# Tomodachi Collection
Tomodachi Collection (トモダチコレクション, Tomodachi Korekushon, lit. Colección de amigos) es un videojuego de simulación social para la consola portátil Nintendo DS. Fue lanzado exclusivamente en Japón el 18 de junio de 2009. Una secuela, Tomodachi Life, fue lanzada para Nintendo 3DS en Japón el 18 de abril de 2013 y en Norteamérica y Europa el 6 de junio de 2014.

## Modo de juego
El modo de juego es similar al de Los Sims. El jugador utiliza los Mii para interactuar en el juego. Se pueden transferir los Mii desde Wii a Nintendo DS. Los jugadores pueden hacer amigos y realizar las tareas cotidianas. También pueden dar ropa, alimentos y artículos especiales a los Mii para que estos instalaran experiencia. Se desbloquean lugares nuevos a medida que el jugador realiza distintas tareas y gana más dinero en el juego.

## Sueños
Los Mii tienen sueños que puedes ver al tocar el símbolo "夢" (Yume) en su pensamiento. Al entrar en el sueño de un Mii se producirá algo malo o bueno en el Mii. Los sueños aparecen durante estas horas 12:00-5:59 a. m.

## Eventos
A ciertas horas del día los jugadores pueden observar una serie de actividades junto a la fuente.
- 06:30-11:30: Puesto de piruletas
- 12:00-13:00: Música en directo (1)
- 15:00-16:00: Clases de inglés (1)
- 19:00-20:00: Clases de inglés (2)
- 21:00-23:00: Música en directo (2)

## Eventos especiales
Los jugadores pueden comprar decoraciones especiales para las casas durante los meses festivos. Estas decoraciones solo se ponen a la venta en los determinados meses festivos.
- Enero: Decoración de Año Nuevo
- Febrero: Decoración del Día de San Valentín
- Agosto: Decoración del Festival japonés
- Octubre: Decoración de Halloween
- Diciembre: Decoración de Navidad

## Diferentes paisajes
Los jugadores pueden ver la isla por la mañana, por la tarde y por la noche.
- Día: 6:00-17:00
- Tarde: 17:00-19:00
- Noche: 19:00-6:00

## Desarrollo
El juego fue desarrollado por un equipo joven y pequeño de Nintendo SPD Grupo n.º 1 con Yoshio Sakamoto como productor.

## Críticas y ventas
Famitsu puntúa a Tomodachi Collection con un 29 sobre 40. Fue el juego más vendido en Japón durante la semana de su lanzamiento, vendiendo cerca de 102.000 unidades. Hasta el 28 de septiembre de 2009, el juego vendió 1,15 millones de copias en total, lo que significa que es el cuarto juego más vendido en Japón durante la primera mitad del año fiscal 2009. Al final del año fiscal 2009-2010 el 31 de marzo de 2010, Nintendo informó que el juego ha vendido 3,2 millones de unidades.

## Tomodachi Life
Tomodachi Life, llamado en Japón como Colección Tomodachi: Nueva Vida (トモダチコレクション 新生活 Tomodachi Korekushon: Shin Seikatsu?), es un videojuego de simulación social desarrollado y publicado por Nintendo para la consola Nintendo 3DS. Salió a la venta el 18 de abril de 2013 en Japón, y el 6 de junio de 2014 en Europa y América. Fue el juego más vendido en Japón durante su primera semana de lanzamiento, vendiendo 404.858 unidades.